# Bastien Midol
Pour les articles homonymes, voir Midol (homonymie).
Bastien Midol, né le 3 août 1990 à Annecy (Haute-Savoie), est un skieur acrobatique français spécialiste du ski cross. Son frère Jonathan est également un skieur acrobatique médaillé olympique en ski cross.

## Carrière
Il a remporté sa première médaille internationale aux Mondiaux 2013 en terminant deuxième de la finale derrière son compatriote Jean-Frédéric Chapuis. À l'approche des Jeux de Sotchi 2014, Bastien Midol se blesse à la suite d'une sévère chute en Coupe du monde, ce qui le contraint à déclarer forfait pour ces Jeux. Le 6 février 2015, il monte pour la première fois sur le podium en Coupe du monde en se classant troisième à Arosa.
Il remporte sa première victoire en coupe du monde en 2016 à Bokwang en Corée du Sud.
Il est sacré champion de France de skicross 2018 lors de l'épreuve disputée à Val-Thorens le 20 mars 2018.
Il réalise sa meilleure saison en 2019, avec 7 podiums dont 2 victoires et s'octroie le globe de cristal de skicross pour cette saison.
Midol annonce en mai 2023 la fin de sa carrière sportive.
En avril 2024, il remporte le skicross du challenge des moniteurs à La Plagne.

## Palmarès

### Championnats du monde
| Épreuve / Édition           | Ski cross |
| --------------------------- | --------- |
| Mondiaux 2013 Voss          | Argent    |
| Mondiaux 2015 Kreischberg   | 14e       |
| Mondiaux 2017 Sierra Nevada | 17e       |
| Mondiaux 2019 Solitude      | 9e        |
| Mondiaux 2021 Idre Fjäll    | 9e        |

### Coupe du monde
- Meilleur classement général : 2e en 2019.
- 1 petit globe de cristal :
  - Vainqueur du classement skicross en 2019.
- 18 podiums dont 4 victoires.

#### Différents classements en coupe du monde
| Année/Classement | Année/Classement | Général      | Général      | Skicross | Skicross |
| ---------------- | ---------------- | ------------ | ------------ | -------- | -------- |
| Année/Classement | Année/Classement | Class.       | Points       | Class.   | Points   |
| 2011             | 2011             | 122e         | 4            | 36e      | 46       |
| 2012             | 2012             | 214e         | 2            | 52e      | 15       |
| 2013             | 2013             | 119e         | 9            | 28e      | 92       |
| 2014             | 2014             | 228e         | 2            | 47e      | 26       |
| 2015             | 2015             | 17e          | 34           | 3e       | 375      |
| 2016             | 2016             | 28e          | 30,58        | 6e       | 367      |
| 2017             | 2017             | 99e          | 13,64        | 20e      | 191      |
| 2018             | 2018             | 84e          | 16,60        | 18e      | 166      |
| 2019             | 2019             | 2e           | 69           | 1er      | 756      |
| 2020             | 2020             | 25e          | 36,91        | 4e       | 406      |
| 2021             | 2021             | Non attribué | Non attribué | 3e       | 395      |

#### Détails des victoires
| Édition / Épreuve | Ski cross             |
| 2016              | Bokwang-Pyeongchang   |
| 2019              | Sunny Valley (2 fois) |
| 2021              | Idre Fjäll            |

### Championnats de France Elite
- Champion de France en 2018, 2019 et 2020